# Joseph de Bauffremont

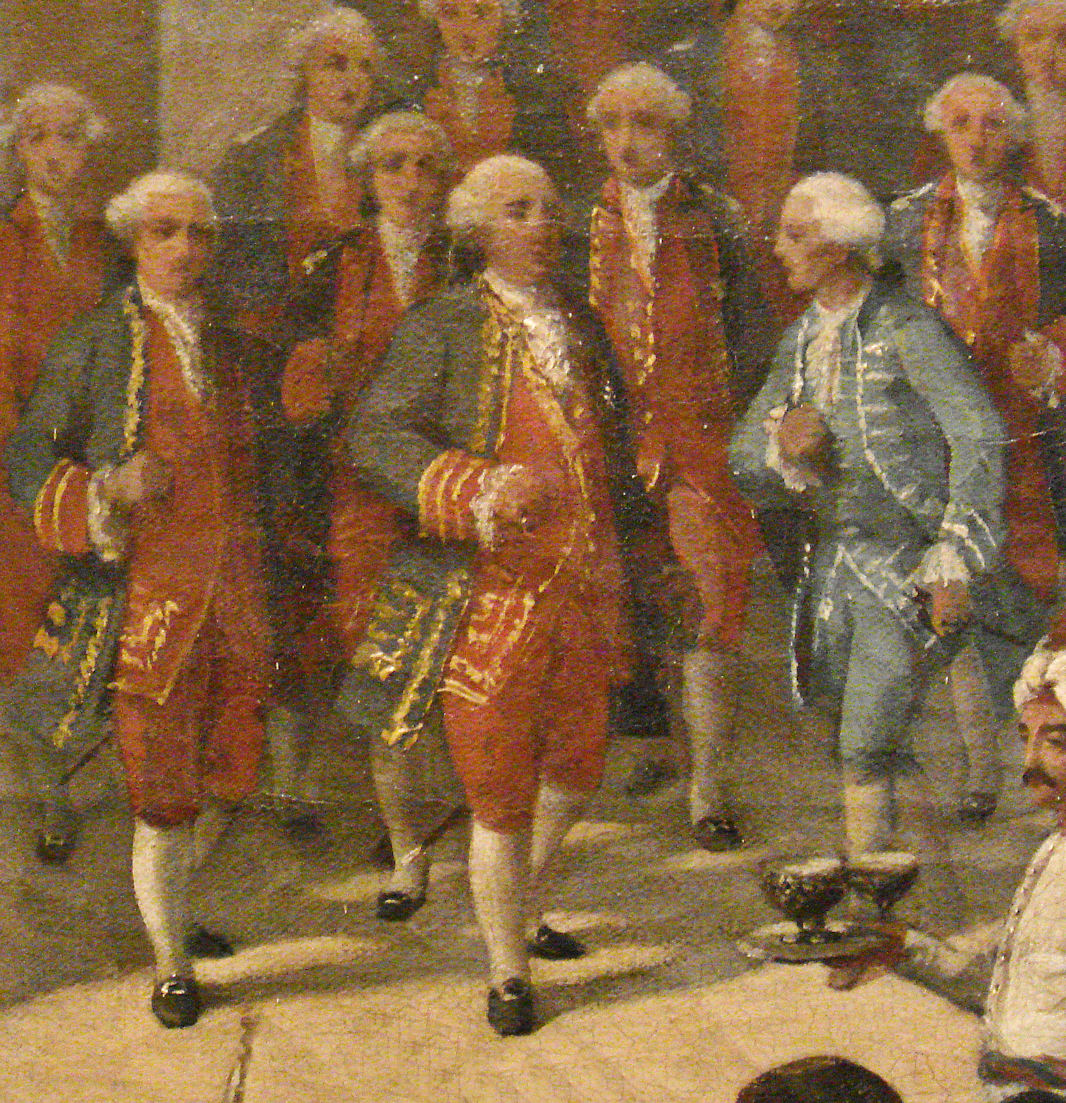
Joseph de Bauffremont (Mitte) mit Kapitän Jean Joseph de Rafélis de Broves zu seiner Rechten, begrüßt in Smyrna durch den französischen Konsul, 28. September 1766 (Bildausschnitt).

Joseph de Bauffremont-Courtenay, Comte de Charme, Marquis de Mirebeau, Prince de Listenois et du Saint-Empire,  Prince de Marnay, Comte de Scey, Seigneur de Cézy (* 25. September 1714 in Paris, Frankreich; †  14. November 1781 in Cézy, Frankreich) war ein Marineoffizier und französischer Aristokrat, der während der Herrschaft Ludwigs XV. im Siebenjährigen Krieg eingesetzt war.

## Biografie

### Herkunft und Familie
Als Nachkomme des Hauses Bauffremont war er der Sohn von Louis Bénigne de Bauffremont (1685–1755), Marquis de Bauffremont, de Listenois, de Clairvaux, de Marnay, vicomte de Marigny, seigneur de Mirebeau, chevalier de la Toison und Chevalier de Saint Louis. Seine Mutter war Hélène de Courtenay, die letzte Nachfahrin des zu den Kapetingern gehörenden Hauses von Frankreich-Courtenay nach dem Tod ihres Bruders.
Die Eltern heirateten am 5. März 1712 in Paris. Joseph de Bauffremont war der dritte Sohn aus dieser Verbindung, insgesamt hatte er sieben Geschwister, davon vier Brüder.
Geboren am 25. September 1714 in Paris, wurde Joseph de Bauffremont in der Pfarrei Saint-Sulpice getauft. Als Minderjähriger trat er dem Orden vom heiligen Johannes bei, wurde aber im Anschluss nie aktiv für den Orden tätig.

### Militärkarriere

#### Anfänge in der Marine
Eigentlich entstammte Bauffremont einer Familie von Armeeoffizieren. 1723 trat er im Alter von neun Jahren als Leutnant in ein Dragoner-Regiment ein, das von seinem Vater im Dienstgrad eines Obersten kommandiert wurde und folgerichtig als sog. Bauffremont-Dragoner bekannt war.
In der Folge trat er allerdings zur Marine über und war ab dem 29. April 1731, im Alter von 16 Jahren, Garde de la marine in Toulon. Er unternahm mehrere Einsatzfahrten, so vom 25. Mai bis 1. November 1731 auf dem Schiff L’Alcyon unter dem Kommando des Marquis de Thomas de la Valette im Geschwader von Duguay-Trouin. Der Einsatz führte ihn zum Schutz französischer Handelsschiffe an die Berberküste (heutiges Algerien) und in die Häfen der Levante.
Seine zweite Einsatzfahrt führte er vom 1. Juni bis 30. Oktober 1732 an Bord des Schiffes Le Tigre durch, das vom Marquis d’Antin innerhalb eines Geschwaders von vier Schiffen befehligt wurde und Claude Aubery de Vastan unterstellt war. Die Flotte fuhr nach Genua, um von der dortigen Regierung eine Entschädigung für ein im Vorwege zerstörtes französisches Schiff zu erhalten, das des Schmuggels verdächtigt und versenkt worden war. Hiernach setzte das Geschwader die Fahrt nach Livorno und erneut ins östliche Mittelmeer fort und kehrte bis Anfang Dezember nach Toulon zurück.
Am 18. Februar 1733 wurde Bauffremont zum Fähnrich ernannt und blieb in Toulon stationiert. Seine dritte Einsatzfahrt unternahm er während des Polnischen Thronfolgekrieges vom 24. Juni 1733 bis 21. März 1734 auf dem Schiff L’Heureux unter dem Kommando des Marquis d’Antin. Das Schiff war in der Ostsee eingesetzt und gehörte zum Geschwader von vier Schiffen unter dem Kommando des Chevalier de Luynes, das unter dem Befehl des  Lieutenant-générals François de Bricqueville stand.
1742 zeichnete er sich bei einem Gefecht vor Tunis gegen Barbaresken-Korsaren aus und führte die Le Palmier im Konvoi von Dubois de La Motte zur Versorgung Neu-Frankreichs im Mai 1755. Im September desselben Jahres wurde er zum Chef d’escadre (Konteradmiral) ernannt.
Wegen seiner verwandtschaftlichen Verhältnisse zum Haus Frankreich-Courtenay erhielt Bauffremont am 13. Dezember 1756 mit seiner gesamten Familie den Titel eines „Cousin du roi de France“ (deutsch: etwa: Cousin des Königs von Frankreich). Die Ernennung wurde am 1. November 1762 bestätigt. Weiterhin erhielt er auch den Titel eines Reichsfürsten (lateinisch princeps regni  bzw. imperii, französisch: Prince de Saint-Empire) des Heiligen Römischen Reiches. Per kaiserlichem Diplom vom 8. Juni 1757 oblag es ihm, den Namen und das Wappen von Gorrevod zu tragen. Anschließend wurde er am 1. November 1762 zum Fürsten von Listenois ernannt.

#### Chef d’escadre im Siebenjährigen Krieg

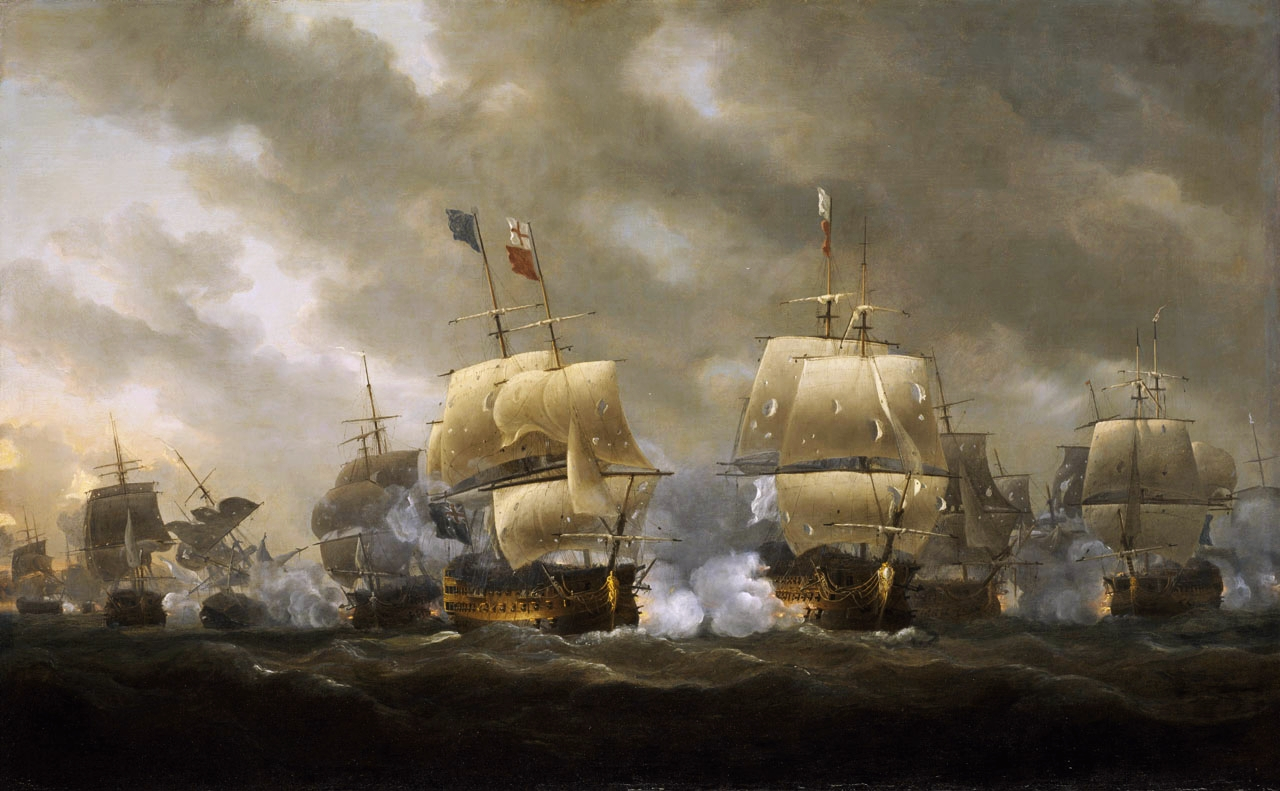
Szene aus der Seeschlacht in der Bucht von Quiberon, in der Bauffremont die Tonnant kommandierte.

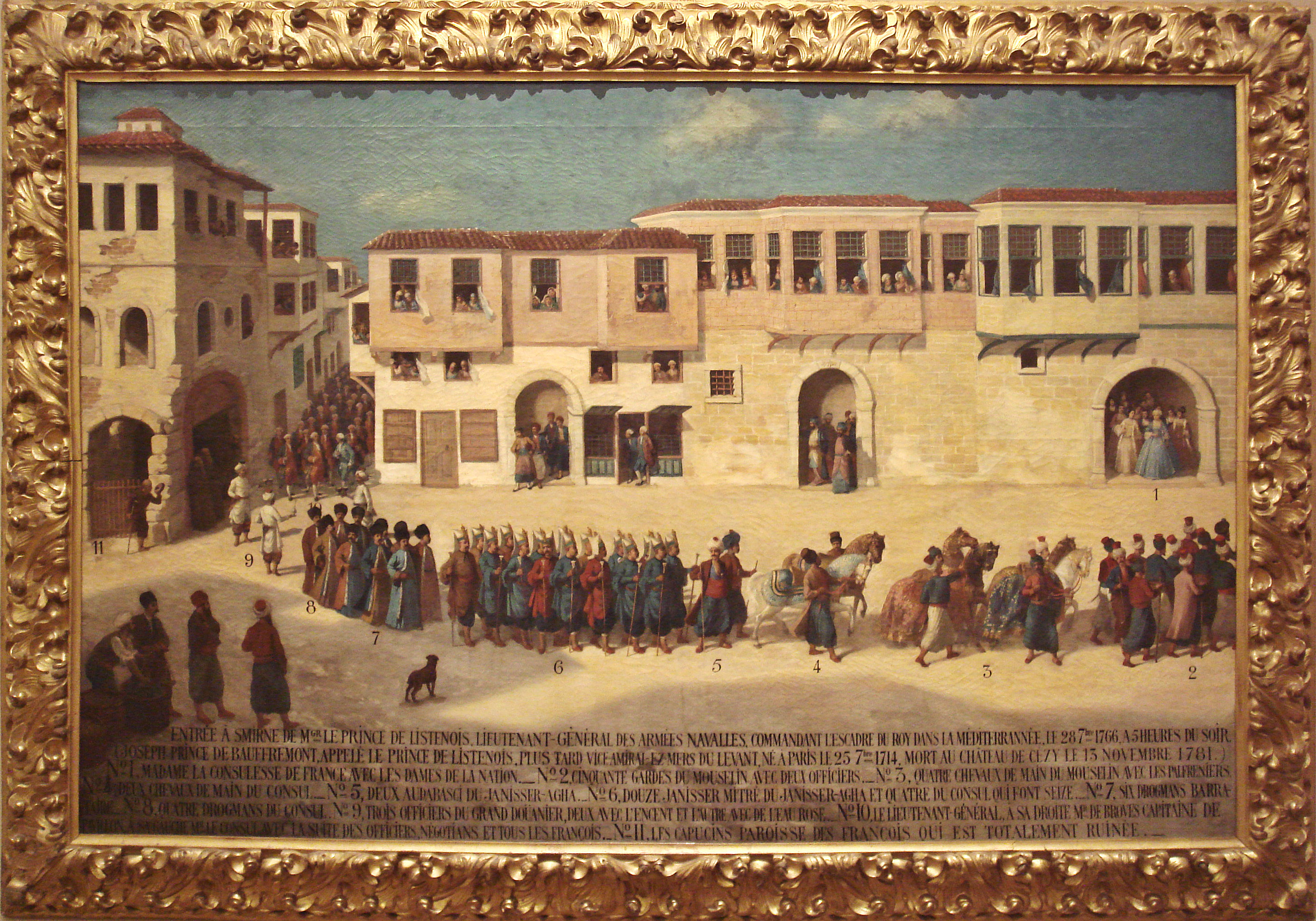
Einzug von Joseph de Bauffremont in Smyrna, 28. September 1766.

Während des Siebenjährigen Krieges wurde Bauffremont als Geschwaderführer auf dem Linienschiff Tonnant eingesetzt. Das von ihm befehligte Geschwader verließ Brest am 30. Januar 1757 in Richtung Santo Domingo und eroberte am 16. März 1757 die 50-Kanonen-Schiff Greenwich unter dem Kommando von Kapitän Robert Roddam vor der dortigen Küste. Ab dem 31. Mai desselben Jahres führte er seine Flotte von fünf Linienschiffen und einer Fregatte von Saint-Domingue nach Louisbourg, wodurch eine Zeit lang die Eroberungsversuche durch den britischen Lord Loudon während der Louisbourg-Expedition abgewehrt werden konnten.  Letztlich nahmen die Briten die Festung allerdings im folgenden Jahr nach einer Belagerung ein.
Zurück in Europa wurde Bauffremont auf der Tonnant als Kommandeur des 1. Geschwaders (auch als les escadres blanches et bleues bezeichnet) der Flotte von Hubert de Brienne in Brest unterstellt.
Mit diesem Schiff nahm er unter Brienne am 20. November 1759 an der Seeschlacht in der Bucht von Quiberon teil, die für Frankreich katastrophal endete. Bei Einbruch der Nacht hatte das französische Flotte schwere Verluste erlitten und die verbliebenen Schiffe versuchten, aus der Bucht von Quiberon zu entkommen. Auch Bauffremont unternahm diesen Versuch und gelangte mit der Tonnant schließlich nach Rochefort.
Brienne machte ihm dieses Vorgehen im Nachhinein zum Vorwurf. Er kolportierte, Bauffremont hätte Befehle zur Fortführung des Kampfes ignoriert und das Schlachtfeld zu früh und ohne Absprache verlassen. Bauffremont antwortete, dass er diese Befehle bei Einbruch der Nacht nicht hätte sehen können und dass ein Lotse ihm geraten habe, aufs offene Meer zurückzukehren, um pflichtgemäß sein Schiff für zukünftige Kämpfe zu bewahren. Obwohl sein Argument zulässig war, da auch andere Schiffe den Schauplatz des Kampfes mit gleichen Argumenten verlassen hatten, brachte ihm sein gezeigter Mangel an Kampfbereitschaft, ebenso wie sein Mangel an Führung seines Geschwaders, Missbilligung ein. Mehrere Jahre lang erhielt er nicht die gewünschten Beförderungen.

#### Späte Karriere
Im Oktober 1764 erhielt er schließlich dann doch den Rang eines Lieutenant-général des armées navales (Vizeadmiral). 1766 wurde er an Bord seines Flaggschiffs Protecteur an die Spitze eines Geschwaders gestellt, das für den Schutz des Handels mit der Levante verantwortlich war. Sein Einzug in Smyrna am 28. September 1766 wurde durch ein Gemälde eines unbekannten Künstlers dargestellt, das im Musée national de la Marine in Paris ausgestellt ist.
Am 26. Februar 1777 zum Vice-amiral de France und Kommandeur der Flotte du Ponant ernannt, starb er am 14. November 1781 in Cézy.

## Heirat und Nachkommen
Durch die Heirat mit der Ausnahmegenehmigung des Papstes und durch Vertrag vom 22. November 1762 mit Louise-Bénigne-Marie-Octavie-Françoise-Jacqueline-Laurence de Bauffremont, seiner Nichte, Kanonistin des angesehenen Kapitels von Remiremont, erhielt er den Titel Prince de Listenois (deutsch: Prinz von Listenais/Listenois). Aus seiner Ehe gingen fünf Kinder hervor:
- Alexandre-Emmanuel-Louis de Bauffremont;
- Joseph-Henri-Octave de Bauffremont (1779–1791);
- Adélaïde-Charlotte de Bauffremont († 1789), Stiftsdame von Remiremont;
- Hélène de Bauffremont (* 1774), Kanonissin desselben Kapitels, heiratete 1817 Marie-Gabriel-Florent-Auguste de Choiseul-Gouffier, Pair de France, dessen Witwe sie am 20. Juni 1817 blieb;
- Hortense-Geneviève-Marie-Anne de Bauffremont, erste Frau von Joseph, Vicomte von Narbonne-Lara und zweite Frau von Pierre-Jules, Graf von Ferrari.[8]

## Werk
- Journal de campagne de l’amiral de Bauffremont, prince de Listenois, dans les pays barbaresques, 1766.